# Carolina Darias
Carolina Darias San Sebastián, née le 25 novembre 1965, est une femme politique espagnole membre du Parti socialiste ouvrier espagnol (PSOE).
Elle est présidente du Parlement des Canaries entre 2015 et 2019, année où elle devient conseillère à l'Économie dans le gouvernement canarien d'Ángel Víctor Torres. En 2020, Pedro Sánchez la choisit comme ministre de la Politique territoriale. Elle est nommée un an plus tard ministre de la Santé.

## Biographie

### Profession
Elle est titulaire d'une licence en droit, obtenue à l'université de La Laguna. Elle est fonctionnaire du corps des administrateurs de la communauté autonome des Iles Canaries.

### Carrière politique
Elle est conseillère municipale de Las Palmas de Gran Canaria de 1999 à 2004. Le 13 mai 2004, elle est nommée sous-déléguée du gouvernement dans la province de Las Palmas. Le 25 juin 2007, elle est élue députée au Parlement des Canaries pour la circonscription de Grande Canarie mais démissionne le 8 janvier 2008 lorsqu'elle est nommée directrice du gouvernement à l'Organisation du territoire, à l'Urbanisme et au Logement à la mairie de Las Palmas de Gran Canaria.
Entre mai 2008 et mars 2011, elle est déléguée du gouvernement dans les Iles Canaries. Elle quitte cette fonction lorsqu'elle se porte candidate à la présidence du cabildo insulaire de Grande Canarie en 2011. Non élue, elle est nommée porte-parole socialiste.
Elle est élue députée au Parlement des Canaries en 2015 pour la circonscription de Grande Canarie. Le 23 juin 2015, elle est élue présidente du Parlement des Canaries.